# أسمهان فرحات
أسمهان فرحات، (بالإنجليزية: Asmahan Farhat)‏ أو مرسيدس فرحات، سباحة أمريكية مواليد 1 مايو 1990  بسترونغسفيل ، أوهايو ، الولايات المتحدة الأمريكية .
نشأت أسمهان بسترونغسفيل ، أوهايو وبدأت التدريب مع نادى لايك ايري سيلفر دولفينز قبل الانتقال ماركو ايلاند ، فلوريدا وهي في عمر الحادية عشر وبدأت السباحة مع والدها لفريق سباحة ماركو ايلاند . ألتحقت أسمهان بمدرسة ليلي الثانوية حيث كسرت العديد من الأرقام المدرسية وأرقام الاتحاد والألقاب الإقليمية. وحاليا أسمهان ملتحقة بجامعة فلوريدا حيث هي عضو في فريق
أسمهان فرحات مثلت ليبيا في أولمبياد بكين الصيفية 2008 . وكانت أسمهان ثاني امرأة تمثل ليبيا في ألعاب الأولمبياد، وكما فازت أميرة ادراهي بأولمبياد الصيفية 2004 . فازت أسمهان في مسابقة 100 متر صدرا النسائية، وفي مدة زمنية 1:28:68 واحتلت المركز 47 في التصفيات، كانت أفضل شخصية جديدة آنذاك .
كانت أسمهان طالبة بمدرسة ليلي الثانوية نيبلز ، فلوريدا .
بعد أولمبياد بكين بأيام قليلة بدأت أسمهان دراسة بجامعة فلوريدا ، وأصبحت أخت بنادى ألفا أوميكرن بي النسائي .
في خريف 2012 بدأت برنامج طبيب صيدلي بمدرسة دنفر سكاديجز جامعة كولورادو للصيدلة وعلوم صيدلية .

## روابط خارجية
- أسمهان فرحات على موقع الاتحاد الدولي للسباحة (الإنجليزية)
- أسمهان فرحات على موقع أوليمبيديا (الإنجليزية)